# 異域神兵角色列表
本条目主要用于介绍史克威尔所开发的游戏《異域神兵》中所登场的角色。人物姓名和相关术语的翻译参考自“XG中文版制作组”发布的1.21版汉化补丁。本条目尚未完成，且包含剧透内容，阅读本条目可能会使得游戏兴趣降低。

## 主要角色
黄飞鸿（Fei Fong Wong）
- 性别：男
- 年龄：18岁（创始历9981年）
- 身長：177cm　体重：67kg　B/W：97.5cm / 72.5cm
- 搭乘机甲：威尔特尔系列、异度装甲
- 声优：緑川光

简称“飞”（Fei），第四代接触者，本作男主角。
故事开始的三年前，在暴雨的夜晚由神秘人物托付给李村长抚养长大，本人并没有来到村子之前的记忆。作为一个武术家有着极好的身体素质，平时喜欢通过绘画平静心绪。在好友迪莫西和阿露露的新婚前一夜，村庄突然被卷入基斯莱夫的机甲战斗中。飞为了阻止战斗，不顾医生紫檀的反对，而登上被人弃置的机甲“威尔特尔”。虽然此前飞从没有接受过驾驶机甲的训练，但是身体却可以本能地熟练操作，并且一口气连续击倒数台敌机。当看到迪莫西在机枪扫射中丧命，其意识逐渐模糊而爆发出不可思议的力量，令整个村庄瞬间毁灭，阿露露亦在其中身亡。因为村人将飞视作毁灭村庄的元凶，飞不得已和紫檀一起离开村庄。在向阿维前进的途中，与艾莉在黑月森林相遇，从此命运的齿轮开始旋转…… 在经历了各种事件、遇到各式各样的伙伴和人物后，飞逐渐了解到了世界的真相，并在众人的帮助下挫败了迪乌斯的计划。角色姓名源自中国19世纪的同名武术家黄飞鸿。
父亲为舍巴特武官黄康，母亲为卡莲。在生下飞的第四年，母亲的米安人格觉醒。飞开始常常秘密地被母亲带入索拉利斯的研究机构接受研究测试，承受了肉体和精神上的折磨。因无法负担残酷的现实，人格开始分裂为二：保有并独占童年美好回忆的“胆小鬼”和用于承担外界苦难经历的“伊多”。因为本体人格的封闭，伊多开始占据身体的主导地位。在古拉夫来袭事件中，因目睹母亲的死亡，而成为伊多完全控制身体的契机，同时“接触者”能力觉醒。之后跟随古拉夫四处破坏世界，并在索拉利斯对埃鲁鲁的镇压行动中，将埃鲁鲁毁灭的同时亦将索拉利斯的镇压部队歼灭，由此获得了“埃鲁鲁的恶魔”之名号。故事开始的三年前，黄康找到古拉夫再次交手，用秘术将伊多封印，并创造拟人格“飞”用来对身体进行管制，随后将飞送至拉翰村。
伊多（Id）
为了承受年幼时的痛苦而分裂出的人格。当飞处于精神虚弱状态时，就会出现并接管身体。对世界充满憎恨，性格残忍而凶暴。飞对于伊多的存在起初并不知情，直到伊多在内心世界中向他做了自我介绍。舍巴特三贤者之一的托拉·梅尔基尔为飞制作了特别的护腕“感情抑制装置”，可以借此控制伊多的出现。剧情末期伊多接受了母亲依然爱着自己的事实，与人格飞融合。男主人公的三种人格代表着佛洛伊德人格学说中的“本我”、“自我”和“超我”。
艾蕾海姆·范·霍登（Elhaym Van Houten）
- 性别：女
- 年龄：18岁（创始历9981年）
- 身高：164cm　体重：46kg　B/W/H：86cm / 57cm / 84cm
- 搭乘机甲：薇尔洁、EL瑞格尔斯
- 声优：冬馬由美

简称艾莉（Elley），本作女主角，飞的对存在。艾里希·范·霍登与梅蒂娜之女，索拉利斯一等公民。从小因为自己的容貌与父母差异过大，而怀疑自己的出身。13岁进入尤根特（Jugend）军官学校学习，毕业后进入葛布拉（Gebler）特种部队，军衔少尉。在校期间（17岁），曾因服用战意昂扬剂而暴走，并重伤周围同学（2死3重伤，军方事件编号102）。虽然曾受邀加入元素部队，但是遭到了艾莉的拒绝。故事开始前，奉命前往基斯莱夫夺取其秘密研制的新型机甲“威尔特尔”。虽然强行夺取并成功逃离基斯莱夫，但是遭遇追击而被迫降落在拉翰村。之后，在黑月森林遇到了飞，从此命运的齿轮开始转动。其姓名（Elehayym）的逆拼写“Myyahele”可释义为“ミャンイル”，即“米安”。
卯月紫檀（Citan Uzuki）
- 性别：男
- 年龄：29岁（创始历9970年）
- 身高：182cm　体重：68kg　B/W：95cm / 75cm
- 搭乘机甲：海姆达尔、EL芬利尔
- 声优：田中秀幸

原名修伽·里克德（Hyuga Ricdeau，日向·六道），故事开始三年前，与妻子唯和女儿小绿搬到拉翰村附近的小山上居住。性格温和，精通医术，拉翰村村民常以“医生”尊称。其对周围的世界充满兴趣，尤其是自己不知道的东西。平日对机械也有研究，同时也擅长武术，亦是飞的武术导师。在拉翰村机甲事件中，曾警告飞不要驾驶机甲。事件过后，和飞一起离开村庄，展开旅行。游戏初期使用格斗术，后期则取回愛刀，重拾剑技。
索拉利斯三等公民。父亲里克德·绍奇，母亲琉璃，在兄弟姐妹中排行第九。7岁开始跟随祖父学习剑术。13岁时，家人于索拉利斯第三级市民层的瘟疫事件中死亡。其天资聪慧，因而很早就开始怀疑瘟疫事件的真相是索拉利斯上层有意而为的细菌实验。15岁时，因受到拉姆萨斯赏识，而被破格提拔进入尤根特军校学习，结识了同样受到提拔的西格尔德。毕业后加入元素部队，与西格尔德、捷塞亚两人交情深厚。20岁成为索拉利斯的守护天使。由于出众的才能，而在索拉利斯对舍巴特第三次侵略战中担任指挥官。期间与舍巴特三贤者之一的伽斯帕尔交手而难分伯仲，同时与伽斯帕尔的孙女、未来的妻子唯相识。战后为提升自己的修为，跟随伽斯帕尔修行，并将愛刀交由妻子唯代为保管。故事开始的三年前，接受索拉利斯最高首脑天帝该隐的密令，携妻子和女儿来到拉翰村附近定居，以暗中监视接触者飞。
紫檀不仅剑术在索拉利斯首屈一指，在武器设计方面亦有相当的造诣。在索拉利斯期间，曾有大量武器设计发明，其中包括：拉姆萨斯的飞龙号、薇尔洁的浮游攻击系统、Auchtzehn（十八号）的可变性结构、捷塞亚的巴特雷（buntline）、现役元素部队专用机甲四台。
巴塞洛缪·法蒂玛（Bartholomew Fatima）
- 性别：男
- 年龄：18岁（创始历9981年）
- 身高：183cm　体重：72kg　B/W：102.5cm / 77.5cm
- 搭乘机甲：布里更达、EL安德瓦利
- 声优：関智一

简称巴魯特（Bart），埃德巴魯特·法蒂玛Ⅳ世与皇后玛莉埃尔之子，“世界树”号潜艇舰长。6岁时因宰相夏康发动政变而遭到囚禁。夏康为了获取法蒂玛碧玉的消息而拷问巴特。在贴身护卫西格尔德、管家梅森等人的帮助下抢夺“世界树”号沙漠潜艇逃脱。为了克服拷问留下的心理阴影，在西格尔德的指导下练习使用鞭子。随后利用“世界树”号进行海盗活动，养精蓄锐暗中计划推翻夏康的统治。两年前，为制止引擎失控而失去左眼。为人直率，对于深陷困境的人总是伸出援手，但是性格火爆而又顽固。与尼桑教母玛露是表兄妹。
里克多·班德拉斯（Ricardo Banderas）
简称利柯（Rico）
比利·李·布莱克（Billy Lee Black）
玛利亚·巴尔塔萨（Maria Balthasar）
艾美拉达·卡西姆（Emeralda Kasim）
其姓氏“卡西姆”仅在《V Jump》的攻略中出现，而设定集《Xenogears PERFECT WORKS》并没有记录。
啾啾（Chu-Chu）

## 接触者
黄飞鸿（Fei Fong Wong）
第五代接触者。详细参考主要角色黄飞鸿条目。

## 对存在
艾蕾海姆·梵·霍登（Elhaym Van Houten）
第五代对存在。详细参考主要角色艾蕾海姆条目。

## 阿维

### 拉罕村
坦恩
露露
迪莫西